# ジャック・キャンベル
ジャック・キャンベル（Jack Campbell）は、アメリカ合衆国のSF作家。
2006年からの "The Lost Fleet"（日本語訳タイトル「彷徨える艦隊」）シリーズまでは、本名のジョン・G・ヘムリイ（John G. Hemry）で発表し、その後も短編やエッセイは本名を使用していたが、2011年頃からペンネームに比重を移している。
日本では最初の訳出が「彷徨える艦隊」シリーズだったため、本名名義の作品もジャック・キャンベル名義で発売されている。

## 経歴
1974年、カンザス州の高校を卒業後、水兵叩き上げの海軍士官だった父に影響され、1978年にアメリカ海軍兵学校に入学する。アメリカ合衆国海軍士官として、駆逐艦スプルーアンス (USS Spruance (DD-963)) の航海長、砲術長を勤めたのち、アメリカ国防情報局、テロ警戒センター、水陸両用戦隊、作戦情報本部を経て、海軍作戦部長のスタッフとして勤務した。
退役後は作家活動に入り、1997年から短編を発表する一方、2000年から長編（スペース・オペラ）を次々と発表する。
2006年、ジャック・キャンベル名義で発表した「彷徨える艦隊」シリーズの第1巻『彷徨える艦隊 旗艦ドーントレス』（The Lost Fleet: Dauntless）が人気を呼び、2010年の最終巻 "The Lost Fleet: Victorious" から、続編（"The Lost Fleet - Beyond the Frontier"）と外伝（"The Lost Stars"、発表時はThe Phoenix Stars）が継続中。

## 著作リスト

### The Lost Fleet
- Dauntless （2006年）
- Fearless （2007年）
- Courageous （2007年）
- Valiant （2008年）
- Relentless （2009年）
- Victorious （2010年）

### The Lost Fleet: Beyond the Frontier
- Dreadnaught （2011年）
- Invincible （2012年）
- Guardian （2013年）
- Steadfast (2014年)
- Leviathan (2015年)

### The Lost Stars
- Tarnished Knight （2012年）
- Perilous Shield （2013年）
- Imperfect Sword （2014年）
- Shattered Spear （2016年）

### The Genesis Fleet
- Vanguard （2017年）
- Ascendant （2018年）
- Triumphant （2019年）

早川書房の日本語訳（ハヤカワ文庫SF、訳：月岡小穂、カバーイラスト：寺田克也）
- 彷徨える艦隊 旗艦ドーントレス （2008年、ISBN 978-4150116866）
- 彷徨える艦隊2 特務戦隊フュリアス （2009年、ISBN 978-4150117122）
- 彷徨える艦隊3 巡航戦艦カレイジャス （2009年、ISBN 978-4150117214）
- 彷徨える艦隊4 巡航戦艦ヴァリアント （2009年、ISBN 978-4150117320）
- 彷徨える艦隊5 戦艦リレントレス （2010年、ISBN 978-4150117405）
- 彷徨える艦隊6 巡航戦艦ヴィクトリアス （2011年、ISBN 978-4150118044）
- 彷徨える艦隊7 戦艦ドレッドノート （2012年、ISBN 978-4150118389）
- 彷徨える艦隊8 無敵戦艦インビンシブル （2013年、ISBN 978-4150118914）
- 彷徨える艦隊9 戦艦ガーディアン （2014年、ISBN 978-4150119393）
- 彷徨える艦隊10 巡航戦艦ステッドファスト （2015年、ISBN 978-4150119997）
- 彷徨える艦隊11 巡航戦艦レビヤタン （2016年、ISBN 978-4150120955）
- 彷徨える艦隊 外伝1 反逆の騎士 （2013年、ISBN 978-4150119003）
- 彷徨える艦隊 外伝2 星々を守る盾 （2014年、ISBN 978-4150119720）
- 彷徨える艦隊 外伝3 勝利を導く剣 （2016年、ISBN 978-4150120825）
- 彷徨える艦隊 ジェネシス 先駆者たち （2018年、ISBN 978-4150121839）

### Ethan Stark
- Stark's War （2000年）
- Stark's Command （2001年）
- Stark's Crusade （2002年）

早川書房の日本語訳（ハヤカワ文庫SF、訳：月岡小穂、カバーイラスト：寺田克也）
- 月面の聖戦 1 下士官の使命 （2012年、ISBN 978-4150118518）
- 月面の聖戦 2 指揮官の決断 （2012年、ISBN 978-4150118662）
- 月面の聖戦 3 永遠の正義 （2012年、ISBN 978-4150118815）

### Paul Sinclair
- A Just Determination （2003年）
- Burden of Proof （2004年）
- Rule of Evidence （2005年）
- Against All Enemies （2006年）

### Tom and Jeannie
- Small Moments in Time （2004年）
- Working on Borrowed Time （2005年）

### The Pillars of Reality
- The Dragons of Dorcastle (2014年)
- The Hidden Masters of Marandur (2015年)

### 短編・エッセイなど
主にアスタウンディング誌で発表されている。
- The Glades (1991年)
- Guinea Pig Gothic (1994年)
- One Small Spin （1997年）
- Agent Problems （1997年）
- Where Does a Circle Begin? （1999年）
- Odysseus （1999年）
- Crow's Feat （2000年）
- Down the Rabbit Hole （2001年）
- Generation Gap （2002年）
- Section Seven （2003年）
- Mightier Than the Sword （2004年）
- Standards of Success （2005年）
- Lady Be Good （2006年）
- Kyrie Eleison （2006年）
- As You Know, Bob （2007年）
- Do No Harm （2007年）
- Dead End （2007年）
- These Are the Times （2007年）
- The Bookseller of Bastet （2008年）
- Rocks （2009年）
- Grendel （2009年）
- Failure to Obey （2009年）
- Joan （2009年）
- Swords And Saddles （2010年）
- The Rift （2010年）
- Betty Knox and Dictionary Jones in the Mystery of the Missing Teenage Anachronisms （2011年）
- Dawn's Last Light （2011年）
- Hel's Half-Acre （2012年）
- Highland Reel (2012年)
- The War of the Worlds, Book One, Chapter 18: The Sergeant-Major (2013年)
- Fleche (2013年)
- The Last Full Measure (2013年)

## 参考資料
1. ↑  The Web Page of John G. Hemry, Writer 本人のサイト
2. ↑  johnhemry  Just another WordPress.com site著者のブログ
3. ↑  彷徨える艦隊ハヤカワオンライン
4. ↑  月面の聖戦 ハヤカワオンライン
5. ↑  John G. Hemry - Summary Bibliography著作リスト